# ماري بارتلت
ماري إليزابيث كارولاين بارتلت (بالإنجليزية: Mary Elizabeth Caroline Bartlet؛ 1948 – 11 سبتمبر 2005) كانت موسيقيولوجية كندية متخصصة في دراسة الموسيقى الفرنسية، ولا سيما الأوبرا في القرنين الثامن عشر والتاسع عشر. اشتهرت بارتلت بإعداد طبعات نقدية رائدة لبعض أهم الأعمال الأوبرالية، مثل أوبرا غيوم تل (روسيني) وبلاتيه (رامو). وعند وفاتها، كانت أستاذة في جامعة ديوك ومديرة في الجمعية الأمريكية للموسيقولوجيا.

## الجدول الزمني لمسيرتها
| السنة       | الحدث                                                               |
| ----------- | ------------------------------------------------------------------- |
| 1948        | ولدت في كندا                                                        |
| السبعينيات  | بدأت مسيرتها الأكاديمية في مجال الموسيقولوجيا                       |
| الثمانينيات | تميزت بأبحاثها حول الأوبرا الفرنسية في القرن الثامن عشر والتاسع عشر |
| التسعينيات  | أصدرت طبعات نقدية لأعمال روسيني ورامو                               |
| 2000s       | أستاذة في جامعة ديوك ومديرة في الجمعية الأمريكية للموسيقولوجيا      |
| 2005        | توفيت في 11 سبتمبر                                                  |

## الأعمال العلمية
قدمت بارتلت مساهمات رائدة في دراسة الموسيقى الفرنسية، ومن أبرز أعمالها:
- طبعة نقدية لأوبرا Guillaume Tell (روسيني).
- طبعة نقدية لأوبرا Platée (رامو).
- أبحاث ودراسات أكاديمية حول تاريخ الأوبرا الفرنسية في القرنين 18 و19[3].

## الإرث
تُذكر بارتلت باعتبارها واحدة من الأسماء البارزة في الموسيقولوجيا المعاصرة، حيث أسهمت أعمالها في توفير مراجع أساسية لدراسة تاريخ الأوبرا الفرنسية، وساهمت في جعل النصوص الموسيقية الكلاسيكية متاحة في طبعات نقدية دقيقة للباحثين والمؤدين على حد سواء.